# Пегая
Пегая (рум. Păgaia) — село у повіті Біхор в Румунії. Входить до складу комуни Бояну-Маре.
Село розташоване на відстані 432 км на північний захід від Бухареста, 57 км на північний схід від Ораді, 109 км на північний захід від Клуж-Напоки.

## Населення
За даними перепису населення 2002 року у селі проживали 750 осіб.
Національний склад населення села:
| Національність | Кількість осіб | Відсоток |
| -------------- | -------------- | -------- |
| румуни         | 690            | 92,0%    |
| угорці         | 59             | 7,9%     |

Рідною мовою назвали:
| Мова      | Кількість осіб | Відсоток |
| --------- | -------------- | -------- |
| румунська | 697            | 92,9%    |
| угорська  | 52             | 6,9%     |